# جيفري ويلسون
جيفري ويلسون (بالإنجليزية: Jeffrey A. Wilson)‏ (و. 1969  م) هو إحاثي، وأمين متحف، من الولايات المتحدة الأمريكية.

## مناصب وهيئات
أدار جامعة ميشيغان.